# Драгомир Вучковић
Драгомир Вучковић (1844 — 10. децембар 1899) је био српски пуковник који је учествовао у српско-турским ратовима и српско-бугарском рату. Као министар војске, био је у великој мери укључен у модернизацију Војске Србије.
Године 1874. служио је као ађутант пуковника Радована Милетића пре и током Српско-турских ратова. Потом је био министар Војске Србије у Министарству одбране од 11. октобра 1897. до смрти. У том периоду био је у кабинету Владана Ђорђевића.
Вучковић је 10. децембра 1899. преминуо у Београду од изненадног срчаног удара у транзиту.